# Міністерство охорони навколишнього середовища Ізраїлю
Міністерство охорони навколишнього середовища Ізраїлю (івр. המשרד להגנת הסביבה) — урядова установа Ізраїлю, яка контролює охорону навколишнього середовища в Ізраїлі. Раніше було відоме як Міністерство навколишнього середовища.
Міністерство діє на трьох рівнях: національному, регіональному та місцевому. На національному рівні воно відповідає за розробку загальнонаціональної інтегрованої та інклюзивної політики захисту навколишнього середовища. На регіональному рівні, через свої шість округів, міністерство, серед іншого, наглядає за впровадженням національної екологічної політики, бере участь у процесах місцевого планування, допомагає муніципалітетам у виконанні їхніх екологічних обов’язків, і наглядає за ними під час формулювання вимог для отримання ліцензій на підприємницьку діяльність. На місцевому рівні міністерство надає підтримку екологічним підрозділам і асоціаціям міст, які створені в муніципалітетах по всій країні.